# Беден
Бе́ден (болг. Беден) — село в Смолянській області Болгарії. Входить до складу общини Девин.

## Населення
За даними перепису населення 2011 року у селі проживали 425 осіб.
Національний склад населення села:
| Національність   | Кількість осіб | Відсоток |
| ---------------- | -------------- | -------- |
| болгари          | 410            | 98,3%    |
| не визначились   | 5              | 1,2%     |
| Всього відповіли | 417            |          |

Розподіл населення за віком у 2011 році:
Динаміка населення: